# Erinnyis yucatana
Erinnyis yucatana är en fjärilsart som beskrevs av Druce 1888. Erinnyis yucatana ingår i släktet Erinnyis och familjen svärmare. Inga underarter finns listade i Catalogue of Life.